# Università federale di Santa Catarina
L'Università Federale di Santa Catarina (ufficialmente Universidade Federal de Santa Catarina, acronimo UFSC) si trova a Florianópolis, capitale dello stato di Santa Catarina, in Brasile. Ha circa 34 000 studenti iscritti, è una delle più grandi università dell'America Latina.